# Battista Spinola
Battista Spinola (Genova, 1472 – Genova, 1539) fu il 47º doge della Repubblica di Genova.

## Biografia

Stemma nobiliare degli Spinola

Figlio di Tommaso Spinola e Giacomina Doria, appartenente al ramo familiare degli Spinola di San Luca, nacque a Genova nel 1472.
Salì al dogato il 4 gennaio del 1531, la seconda in successione biennale e la quarantasettesima nella storia della repubblica, dopo la gestione del predecessore Oberto Cattaneo Lazzari. Il suo mandato terminò, come da scadenza, il 4 gennaio 1533. Nel suo mandato istituì il Magistrato dell'Abbondanza e incaricò l'annalista Giovanni Partenopeo di redigere gli Annali della Repubblica dal 1520 al 1541.
Amante della letteratura ne promosse la diffusione nel capoluogo genovese.
Alla sua morte, avvenuta a Genova nel 1539, la salma fu tumulata all'interno dell'abbazia di San Nicolò del Boschetto a Cornigliano.
Battista Spinola ebbe due mogli: Maria De Marini e Tommasina Lomellini. Da entrambi ebbe due sole figlie: Perinetta Spinola, in sposa a Luca Grimaldi di Gerolamo, e Luigia Spinola dalla seconda moglie che andò in sposa a Girolamo Doria (figlio di Andrea Doria e, dopo la morte della consorte, cardinale).